# Studierendenwerk Ulm
Das Studierendenwerk Ulm wurde 1972 als Anstalt öffentlichen Rechts gegründet und ist für insgesamt 8 Hochschulen in und um Ulm zuständig.
Eine Besonderheit des Ulmer Studierendenwerks ist, dass es (bundes-)länderübergreifend tätig ist. Auf Basis einer Kooperationsvereinbarung mit dem Studierendenwerk Augsburg werden auch Studierende der bayerischen Hochschule in Neu-Ulm betreut.

## Aufgaben
Das Studierendenwerk nimmt im Zusammenwirken mit den Hochschulen die Aufgaben sozialer Betreuung und Förderung der Studierenden wahr. Insgesamt betreut das Studierendenwerk 27.534 Studierende in Ulm, Biberach, Aalen, Schwäbisch Gmünd und Heidenheim (Stand WS 2021/22). Das Studierendenwerk Ulm ist für folgende Leistungsbereiche zuständig: Studienfinanzierung und Bafög, Studentisches Wohnen, Campusgastronomie, sowie soziale Betreuung und Beratung.
Im Bereich Studienfinanzierung und Bafög bearbeitete das Studierendenwerk Ulm im Jahr 2021 insgesamt 4313 Anträge auf Ausbildungsförderung. Dies war ein erneuter Rückgang im Vergleich zum Vorjahr. Im Jahr 2013 waren noch über 7000 Anträge zu verzeichnen. Im Bereich Studentisches Wohnen werden 1.954 Wohnheimzimmer in 11 Wohnhäusern von der Abteilung Wohnen des Studierendenwerks verwaltet. Zudem wird eine Online-Plattform zur Privatzimmervermittlung angeboten.
In der Hochschulgastronomie werden 5 Mensen, 14 Cafeterien und 2 Automatencafeterien vom Studierendenwerk geführt und bewirtschaftet. Diese befinden sich in Ulm und den anderen Standorten.
Im Bereich Soziale Betreuung und Beratung betreibt das Studierendenwerk eine Kinderkrippe für Kinder von Studierenden. Die psychosoziale Beratungsstelle für Studierende bietet Einzelberatung und ein Kursangebot in Ulm, Heidenheim, Aalen und Schwäbisch Gmünd an. In der Rechtsberatung für Studierende wird hauptsächlich zu Fragen zum Mietrecht, Prüfungsrecht und Förderungsrecht beraten.

## Zuständigkeit
Es ist für folgende Bildungseinrichtungen zuständig: Pädagogische Hochschule Schwäbisch Gmünd, die Universität Ulm, die Hochschule Ulm, die Hochschule Aalen, die Hochschule Biberach, die Hochschule für Gestaltung Schwäbisch Gmünd, die Hochschule Neu-Ulm, die Duale Hochschule Baden-Württemberg Heidenheim und die SRH Fernhochschule Riedlingen.

## Geschäftsleitung
Der Geschäftsführer des Studierendenwerks ist derzeit Claus Kaiser. Seine Abwesenheitsvertretung ist Jutta Berger.

## Wohnheime
| Wohnheime Ulm/Neu-Ulm | - Eselsbergsteige - Hauffstraße 12 - Gutenbergstraße 6 - Kelternweg 38–48 - Heidenheimer Straße 78, Haus 1 - Heidenheimer Straße 78, Haus 2 - Frauensteige 2 - Syrlinstraße 8 - Manfred-Börner-Str. 1–5, Upper Westside - Gerbergasse 1 (bis 31.12.2020) |
| Biberach              | - Kapuzinerstr. 11/13 |
| Schwäbisch Gmünd      | - Neißestr. 20 |
| Aalen                 | keine eigenen Wohnheime, Vermietung über das Jugendwerk Aalen |